# Stipiturus ruficeps
Stipiturus ruficeps е вид птица от семейство Maluridae.

## Разпространение
Видът е разпространен в Австралия.